# 三江人
三江人在海外华人族群里面，是指来自上海、苏州、镇江、常熟、温州、无锡、杭州、宁波等地的华侨，也就是口操吴语的群体。 “三江”泛指长江下游一带的入海江流，早期来自苏浙沪的人多由上海进出中国，故也被通称为“上海人”。

## 词源
“三江”是一个古老的词汇，出处自《尚书·禹贡》：“淮，海惟扬州。彭蠡既猪，阳鸟攸居。三江即入，震泽厎定。”指的是长江的江流，然而具体所指，历来说法不一。 “三江”也指江苏、浙江、安徽、江西四省的合称，江苏与安徽原为江南省，故与浙江、江西合称为“三江”。
19世纪末－20世纪初，海外华侨基于互助精神，纷纷在侨居地组织会所，当时三江同乡组织的三江公所，初时会员仍是来自浙江、安徽、江苏和江西省籍的乡亲，然而百余年来海外拓荒的华侨多以福建、广东、广西等地人为主，所以会员人数较少；于是，后来进一步扩大“三江”的定义，凡来自长江、黄河、黑龙江三大河流域各省市、不属于闽粤桂三省的华侨，都属“三江人”。
“上海人”是与三江息息相关的词汇，上海原本是属于江苏省的县城，1843年上海开埠，逐渐发展成为东方大都会，上海老移民的祖籍多数是来自江苏和浙江。现在的中国，“上海人”是表示上海市城区及周围郊区县的居民；但是在旧时南洋华侨社会，“上海人”也代表来自三江的侨民，也就是说与“三江人”为同义词。
而在闽、粤、桂、琼籍的地理概念里面，除了华南三省以外，都统称“外江人”。

## 组织
三江人在侨居地设立同乡会馆，创办公所、祠堂、学校、义庄、公墓、义诊、助学金、安老院等慈善活动，作为同乡之间联谊与互助的团体。

### 盖州三江会馆
1684年（康熙23年），清廷开放海禁，三江商人开始乘船渡海来到辽东经商。乾隆年间，三江商人在辽宁盖平县（今盖州市）设置会馆，现址位于辽宁省盖州市鼓楼街道办事处前进社区，又称“海神庙”。
三江会馆是盖州四大会馆之一，早期江浙商人聚会议事的地方，至较后期在没沟营（今营口市）设立分馆，商务才逐移至营口。
2004年，盖州市人民政府公布为市（县）级文物保护单位；2012年，营口市人民政府公布为市级文物保护单位；2014年，辽宁省人民政府公布为省级文物保护单位。

### 营口三江会馆
1840年，盖州三江会馆在营口设三江义庄，是为分馆；1887年，翁晓山等人在三江义庄（咸安堂）基址上改建江浙公所；1919年，三江同乡在营口二官塘附近购地重建三江会馆（现址位于辽宁省营口市西市区工人文化宫东侧），并于1921年11月落成。
1932年，黑龙江暂编警备第一旅调驻营口（改称辽河地区警备司令部），司令部就设置在三江会馆。 时至较后，三江会馆停办；至今，所有建筑物已不复存在。

### 青岛三江会馆
青岛三江会馆成立于1907年，馆址是青岛市市南区四方路10号。 青岛三江会馆过去曾办过学校，经常举办慈善活动，馆内曾是青岛华人的重要集会场所，历任会长包括周宝山、丁敬臣、郑章华等人。
1949年以后，青岛三江会馆逐渐停止活动；1970年代，大部分建筑物已被拆除，仅存一座建筑为三江学校所使用。2009年7月27日，列入第一批市南区文物保护单位。

### 日本三江会所
日本锁国时期，长崎是唯一对外开放的贸易港口，和华兰文化相互融合，早期的华侨多数侨居于此。1868年，来自江南、浙江、江西三省的华侨在兴福寺创立三江祠堂；1878年，以三江祠堂为基址，设立和衷堂三江会所，后因日久失修而毁坏，仍保存的兴福寺三江会所门（ ）已被指定为县指定有形文化财。
1859年，北海道函馆建立通商港口，华侨人数迅速增加。1874年，三江帮华侨在函馆成立同德堂；1879年，改称同德堂三江公所，张尊三任总代表、潘延初任副总代表；1886年起，张尊三连任董事。1907年，公所焚毁。
1859年，横滨开埠，散居京滨地区的华侨联手建设横滨中华街；约1885年，三江帮华侨成立京滨三江公所。1970年，陈德金等人发起集资改建新会所，现址神奈川县横滨市中区山下町166（神奈川県横浜市中区山下町166）。
约1883年，宁波商人在神户创立三江公所；1900年，吴锦堂、马聘三、陈源来等人筹组三江商业会，并在生田神社附近设立会所；1912年，正式成立社团法人三江商业会议所。约1937－39年，神户三江公所收编入神户中华总商会，因战停止活动。1978年4月，几位江浙籍理事重组三江商业会；1981年2月，三江公所恢复自立。1983年4月14日，成立财团法人三江会馆；1994年4月，现址三江会馆大楼落成，位于兵库县神户市中央区多闻通2丁目1-12（兵庫県神戸市中央区多聞通2丁目1-12）。
约1887年，三江帮华侨在大阪成立三江会所，之后也开始招收华北帮华侨为成员；1895年，分裂南、北两派，华北帮成立大清北帮商业会议所、三江帮成立大清南帮商业会议所；1919年，更名为大阪中华北帮公所和大阪中华南帮公所。

### 马来西亚三江总会
马来西亚三江总会于1977年11月成立，是隆雪三江公会（成立于1947年）、霹雳三江公会（成立于1940年）、槟城三江公会（成立于1897年）、砂拉越三江公会（成立于1966年）和沙巴三江公会（成立于1967年）的联会。马来西亚三江总会也是七大乡团协调委员会之一，另外六大乡团是福建社团联合会、客家公会联合会、潮州公会联合会、广东会馆联合会、海南会馆联合会和广西总会。
1897年，黄南岗等人在槟榔屿创办三江公所，并置地设立公冢；1938年，获准注册槟城三江公所，租用乔治市中路109号成立会所；1941－45年，因战事停办会务。1946年，重办槟城三江公会，并于1950年向社团注册局注册；1951年，募资购入乔治市中路109号，重建会所，并于1953年落成，沿用至今。
1946年，张耀良、沙渊如、毕惠通、杨继任、王鉴文、盛崇、顾伯亮、范生林等人在吉隆坡召开“筹组雪兰莪三江会馆发起人大会”；1947年，正式成立雪兰莪三江公会，暂址吉隆坡金马路甘文丁街8号；1951年，虞福祥等人筹资于燕美律地段自建会所；1958年，觅地另建会所，并于1962年迁址波得力路。1996年，市政府征地兴建轻快铁；1997年，迁址云顶路翠湖园104号。
19世纪末－20世纪初以来，东南亚华侨的群体以闽、客、潮、粤、桂、琼籍为主，苏、浙、沪籍华侨较少，所以各地三江会馆也招收其他省市的华侨为会员。20世纪中期以后，侨居国纷纷独立，华侨民多选择入籍并取得公民权，仍然维持乡团的乡谊活动。

### 新加坡三江会馆
1898年，新加坡三江同乡于惹兰里茂设置三江公墓；1906年，潘云卿、曹裕昌等人联合发起组织三江公所，设址于惹兰安拔士；1908年，正式获准注册。
1927年，新加坡三江公所改名为三江会馆；较后，会所设址在卡佩芝路2号，发起成立三江公学校，并于1937年购置卡佩芝路4号为学校校址。日佔时期，会务全面停止。1945年，新加坡三江会馆复办；翌年，新会所设置于圣多马径23号，同时复办学校；1970年，三江公学停办。
1961年9月20日，新加坡三江会馆在《社团注册法令》下重新注册。1974年，水铭漳、杨子本等人发起创立三江慈善诊疗所，并于1977年聘请医生提供正式服务；1980年，创立安乐院为老同乡提供住所和援助，较后因院址被征用而停办。1982年，三江公墓被政府征用，会馆因此另行筹建三江公祠，每年春、秋两祭。1989年，筹资建设三江大厦，并于1999年落成。 2001年，举办第一届世界三江同乡恳亲大会。
1986年，新加坡三江会馆联同福建会馆、潮州八邑会馆、广东会馆、南洋客属总会、海南会馆和福州会馆共七大会馆，联合成立新加坡宗乡会馆联合总会。另外，三江会馆联合宁波同乡会（成立于1937年）、温州会馆（成立于1923年）、江西会馆（成立于1935年）、上海公会（成立于1918年）、南洋湖北天门会馆（成立于1957年）、两湖会馆（成立于1947年）、南洋华北同乡会（成立于1935年）、上海西式女服同业会（成立于1938年）、星州华侨干洗公会（成立于1946年）等九个三江帮的组织，将三江会馆成为三江人的联谊总会。

### 美东纽约三江慈善公所
1929年，孙安生、阮孝洪、韩阿根等人在美国纽约发起成立美东纽约三江慈善公所；1941年，附设三江慈善公会；1956年，在纽约华埠地威臣街设置公所大厦。